# 가이아나
가이아나 공화국(영어: Republic of Guyana 리퍼블릭 오브 가이아나[*]) 또는 줄여서 가이아나(영어: Guyana, 문화어: 기아나)는 남아메리카에 있는 국가이다. 영국 연방의 일원으로, 과거 영국령 기아나였으나 독립하였다. 또한 카리브 공동체의 일원이기도 하며, 스페인어와 포르투갈어의 사용률이 높은 남아메리카에 있으나 영어를 사용하며, 역사·문화·정치적으로도 카리브 제도와 더욱 밀접하다. 북쪽으로는 대서양, 서쪽으로는 베네수엘라, 남쪽과 남서쪽으로는 브라질, 동쪽으로는 수리남과 접해 있다. 프랑스령 기아나·수리남·우루과이에 이어 남아메리카에서 네 번째로 작은 영토를 가진 국가이다.
국명인 '가이아나'(Guyana)는 기아나라는 지역 명칭의 영어음에 의한 것이다. 수도는 조지타운, 공용어는 영어, 민족은 인도계, 흑인 등의 민족이 있다.

## 지리
국토가 남북으로 길며 대체적으로 직사각형 모습을 이루고 있다. 베네수엘라, 브라질, 수리남과 잇닿아 있으며 북동쪽은 대서양에 면해 있다. 넓이는 21만 4,969km2, 인구는 76만 명(1990), 수도는 조지타운(20만 명, 교외 인구 포함)이다. 국토는 대서양 연안의 비옥한 대상(Zonary) 저지대와 중앙부의 사바나와 열대 우림으로 된 준평원 지대 및 남서부의 고원 지대로 나뉜다. 대서양 주변의 연안은 하천이 빠져나가는 곳으로 삼각주가 잘 발달되어 있고 제방과 운하가 건설되어 있다. 남아메리카에서 손꼽히는 규모의 열대 우림지를 가진 나라이기도 하다. 중앙부는 소택지와 열대 우림지가 발달되어 있으나 브라질 국경 주변은 우량이 적다. 열대 기후로서 연평균 기온은 27 °C, 연평균 강수량은 2,000mm이다. 건기와 우기가 있으며 우기는 5~8월과 11~1월의 2회이다.

## 역사
1498년 콜럼버스가 발견했다. 1621년 네덜란드령이었으나, 1814년 런던 협약과 1815년 파리 강화 조약에 의해 영국령 기아나가 되어 인도로부터 대량의 노동력이 이입되었다. 제2차 세계 대전 후 주민의 자치 요구가 드높아져, 1953년 자치를 전제로 입법 의회 선거가 실시되어 자치 정부가 성립하였으나, 영국이 무효화하여 헌법을 정지시켰다. 3회에 걸쳐 영국은 군사적인 탄압을 단행하였다. 1961년 새 헌법이 공포되었고, 1966년 독립 국가가 되었다. 1970년 공화정이 수립되었다. 1980년 협동조합을 기초로 하는 사회주의 건설을 목표로 한 새 헌법이 발효되면서 버남 총리가 대통령이 되었다. 1985년 그가 급사한 뒤 호이테 총리가 후임으로 집권하였다. 현직 대통령은 이르판 알리이다.

## 정치
내각책임제이며, 단원제 의회로 의석 65석, 임기 5년. 영연방의 일원이다.

### 대외 관계
대한민국과 1968년 수교하였다. 대한민국과 대사급 외교 관계를 맺었다. 1978년에는 당시에는 총리가 대한민국을 방문하였다. 조선민주주의인민공화국과는 1970년대 이후 활발한 관계를 유지하고 있다.

## 경제
농업이 주산업이며, 사탕수수·쌀이 주요 농산물이다. 사탕수수는 두 회사의 대농장에서 생산된다. 럼의 제조도 활발하다. 에세키보강 유역에서는 카카오·바나나 등의 생산도 활발하다. 천연자원으로 보크사이트를 세계적으로 대량 생산하는 국가로서, 알루미늄· 다이아몬드·금·망간·몰리브덴 등의 풍부한 지하자원을 가지고 있다. 2005년 기준 국민총생산은 34억 8,900만 달러, 1인당 국민소득은 4,612달러이다. 그런데 2019년 12월경 50억 배럴 가량의 유전이 발견되어 IMF에서는 2020년 이 나라의 경제성장률을 86%로 예상하기도 했다.

## 주민
주민은 2000년 기준으로 인도인이 45.9%, 토착 흑인이 32.4%, 흑-백 혼혈인 물라토가 11.4%, 아메리카 원주민(이른바, 인디언)이 7.7%를 차지한다. (이상 자료는 영문판 브리태니커 2006년 연감) 인종이 복잡해 인종분규가 심각한 편이다. 인구의 90% 이상이 북부 해안 저지대에 밀집하고 있으며, 내륙 지방에는 단지 5%만의 인디오가 거주하고 있다.

### 언어
언어는 공용어가 영어이다. 남아메리카에서 영어를 공용어로 사용하는 유일한 국가이다.

### 종교
| 종교 구성 (가이아나) | 종교 구성 (가이아나) | 종교 구성 (가이아나) | 종교 구성 (가이아나) | 종교 구성 (가이아나) |
| -------------------- | -------------------- | -------------------- | -------------------- | -------------------- |
|                      |                      |                      |                      |                      |
| 기독교               | 기독교               |                      | 95.5%                | 95.5%                |
| 가톨릭교             | 가톨릭교             |                      | 3.6%                 | 3.6%                 |
| 무신론               | 무신론               |                      | 0.9%                 | 0.9%                 |

### 교육
16세 이하는 의무교육을 받도록 교육 체계가 만들어져 있으나, 문맹률이 높고 취학률이 낮은 축에 낀다. 고등 교육 기관으로는 1964년 설립된 가이아나 대학교가 있다.

## 자살 문제
이 나라는 인민사원이라는 종교단체에서 자살을 시도하여, 국가가 비극을 맞는 상황이 되기도 하였다. 남아메리카에서 자살률이 가장 높은 수준이며, 2006년 당시에는 세계 4위의 기록을 하였다.

## 같이 보기
- 가이아나인